# Al-Sheikh Hussein Football Club
L'Al-Sheikh Hussein Football Club, meglio noto come Al-Sheikh, è una società calcistica con sede nella città di Irbid, in Giordania.

## Storia
L'Al-Sheikh fu fondato nel 1980 e disputa le sue gare al Prince Haschim Stadium; il club bianco-rosso non è mai riuscito a conquistare nessun titolo nazionale.